# Schizophragma hypoglaucum
Schizophragma hypoglaucum là một loài thực vật có hoa trong họ Tú cầu. Loài này được Rehder miêu tả khoa học đầu tiên năm 1911.